# Afghanistan aux Jeux olympiques
L'Afghanistan a participé à quinze éditions des Jeux olympiques d'été.
Rohullah Nikpai, médaillé de bronze de taekwondo aux Jeux de 2008 et 2012, est le premier et unique médaillé olympique afghan.

## Histoire
Après avoir été absent aux Jeux de 1992 à Barcelone, le pays envoie une délégation d'un seul athlète aux Jeux de 1996 à Atlanta : Abdul Baser Wasiqi, qui prend part au marathon. Il se blesse avant la course, mais y participe en boitant, atteignant la ligne d'arrivée en quatre heures et vingt-sept minutes,. L'Afghanistan est ensuite interdit de participation aux Jeux de 2000.
L'Afghanistan reprend le chemin des Jeux olympiques dès les jeux d'Athènes en 2004. La délégation afghane bien que motivée ne remporte aucune médaille. Aux jeux de Pékin de 2008 et de Londres 2012, l'Afghanistan remporte une médaille de bronze au taekwondo, grâce à son athlète Rohullah Nikpai (catégorie moins de 60 kilos).

## Bilan général

### Par année
| Année | Médaille d'or, Jeux olympiques | Médaille d'argent, Jeux olympiques | Médaille de bronze, Jeux olympiques | Total             | Rang              |
| 1936  | 0                              | 0                                  | 0                                   | 0                 | -                 |
| 1948  | 0                              | 0                                  | 0                                   | 0                 | -                 |
| 1956  | 0                              | 0                                  | 0                                   | 0                 | -                 |
| 1960  | 0                              | 0                                  | 0                                   | 0                 | -                 |
| 1964  | 0                              | 0                                  | 0                                   | 0                 | -                 |
| 1968  | 0                              | 0                                  | 0                                   | 0                 | -                 |
| 1972  | 0                              | 0                                  | 0                                   | 0                 | -                 |
| 1980  | 0                              | 0                                  | 0                                   | 0                 | -                 |
| 1984  | N'a pas participé              | N'a pas participé                  | N'a pas participé                   | N'a pas participé | N'a pas participé |
| 1988  | 0                              | 0                                  | 0                                   | 0                 | -                 |
| 1992  | N'a pas participé              | N'a pas participé                  | N'a pas participé                   | N'a pas participé | N'a pas participé |
| 1996  | 0                              | 0                                  | 0                                   | 0                 | -                 |
| 2000  | N'a pas participé              | N'a pas participé                  | N'a pas participé                   | N'a pas participé | N'a pas participé |
| 2004  | 0                              | 0                                  | 0                                   | 0                 | -                 |
| 2008  | 0                              | 0                                  | 1                                   | 1                 | 82e               |
| 2012  | 0                              | 0                                  | 1                                   | 1                 | 81e               |
| 2016  | 0                              | 0                                  | 0                                   | 0                 | -                 |
| 2020  | 0                              | 0                                  | 0                                   | 0                 | -                 |
| 2024  | 0                              | 0                                  | 0                                   | 0                 | -                 |
| Total | 0                              | 0                                  | 2                                   | 2                 |                   |

### Par sport
| Place | Sport     | Médaille d'or, Jeux olympiques | Médaille d'argent, Jeux olympiques | Médaille de bronze, Jeux olympiques | Total | Record                   |
| 1     | Taekwondo | 0                              | 0                                  | 2                                   | 2     | 2008 et 2012 : 1 (0/0/1) |
| Total | Total     | 0                              | 0                                  | 2                                   | 2     |                          |

## Porte-drapeau afghans
Liste des porte-drapeau afghans conduisant la délégation afghanes lors des cérémonies d'ouverture des Jeux olympiques d'été.
| Jeux           | Porte-drapeau        | Sport      |
| -------------- | -------------------- | ---------- |
| Berlin 1936    | -                    | -          |
| Londres 1948   | -                    | -          |
| Melbourne 1956 | -                    | -          |
| Rome 1960      | -                    | -          |
| Tokyo 1964     | -                    | -          |
| Mexico 1968    | -                    | -          |
| Munich 1972    | Ghulam Dastagir (en) | Lutte      |
| Moscou 1980    | -                    | -          |
| Séoul 1988     | -                    | -          |
| Atlanta 1996   | Muhamed Aman         | -          |
| Athènes 2004   | Nina Suratger        | -          |
| Pékin 2008     | Nesar Ahmad Bahawi   | Taekwondo  |
| Londres 2012   | Nesar Ahmad Bahawi   | Taekwondo  |
| Rio 2016       | Kamia Yousufi        | Athlétisme |
| Tokyo 2020     |                      |            |